# R. J. Q. Adams
R. J. Q. Adams, vollständig Ralph James Quincy Adams (* 22. September 1943 in Hammond, Indiana) ist ein US-amerikanischer Historiker, Geschichtsschreiber und Autor.

## Karriere
Adams promovierte 1972 als Ph.D. für Geschichte an der University of California in Santa Barbara. Der Schwerpunkt seiner Arbeit liegt in der Geschichte Großbritanniens. Seit 1974 war er Professor für europäische und britische Geschichte an der Texas A&M University (TAMU) in College Station, Texas. Im Anschluss daran wurde er Distinguished Professor und Patricia & Bookman Peters Professor für Geschichte.
Er ist auch Fellow der Royal Historical Society.

## Veröffentlichungen
- Arms and the Wizard: Lloyd George and the Ministry of Munitions, 1915–1916 Texas A&M University Press. 1978, ISBN 978-0-89096-045-5.
- Bonar Law. Stanford University Press, 1999, ISBN 978-0-8047-3716-6.
- Balfour. The Last Grandee. Thistle Publishing, 2013, ISBN 978-1-909609-96-9.